# 斜埃尔米特矩阵
如方块矩阵A的共轭转置A*也是其负数，則A是斜厄米矩阵或反厄米矩阵（英語：skew-Hermitian matrix、anti-Hermitian matrix）：
A* = −A
或者，如A = (ai,j)：
{\displaystyle a_{i,j}=-{\overline {a_{j,i}}}}
对于所有i和j。

## 例子
例如，以下矩阵便是斜厄米矩阵：
{\displaystyle {\begin{bmatrix}i&2+i\\-2+i&3i\end{bmatrix}}}

## 性质
- 斜厄米矩阵的特征值全是纯虚数。更进一步，斜厄米矩阵都是正规矩阵。因此它们可对角化，它们不同的特征向量一定是正交。
- 斜厄米矩阵主对角线所有元素都一定是纯虚数。
- 如果A是斜厄米矩阵，那iA是厄米矩阵。
- 如果A，B是斜厄米矩阵，那么对于所有实数a，b，aA + bB也一定是斜厄米矩阵。
- 如果A是斜厄米矩阵，那么对于所有正整数k，A2k都是厄米矩阵。
- 如果A是斜厄米矩阵，那A的奇数次方也是斜厄米矩阵。
- 如果A是斜厄米矩阵，那eA是酉矩阵。
- 矩阵與其共轭转置之差（{\displaystyle C-C^{*}}）是斜厄米矩阵。
- 任意方块矩阵C都可以写成厄米矩阵A與斜厄米矩阵B之和：

{\displaystyle C=A+B\quad }，{\displaystyle \quad A={\frac {1}{2}}(C+C^{*})\quad }，{\displaystyle \quad B={\frac {1}{2}}(C-C^{*})} 。